# Срећко Ђукић
Срећко Ђукић (Суботица (Коцељева), 7. јануар 1947) српски је економиста, дипломата и публициста. Ђукић објављује радове из области економске политике, међународних односа, спољне политике, дипломатије. Посебно истражује и пише о совјетском и постсовјетском времену и пространству, Русији, Заједници независних држава, Евроазији, источној Европи, Балкану, односима Исток–Запад. Аутор је бројних предговора, поговора, рецензија. Објавио је бројне чланке у земљи и иностранству.

## Биографија
Школовао се у Ваљеву и Београду. По завршетку Економског факултета (1970), магистрирао и докторирао (1981), специјализирао у Москви.
Публиковао је многобројне чланке у домаћој и страној периодици, дневној штампи, коаутор је низа монографија, зборника, других публикација, редовно иступа у медијима. Срећко Ђукић је аутор до сада 19 објављених књига: Економска сарадња СФРЈ и СЕВ (Београд, 1984), О незабываемом – Раздумья (Минск, 2006), Сибир – земља изазова – путописне и друге приче са Јенисеја (Нови Сад, 2007), Лукови Срећка Ђукића (Београд, 2008), Постсовјетско пространство – процеси глобализације (Нови Сад, 2009), Време енергије – више од дипломатије (Београд, 2009), Тајне Беловешке пушће – Вискули – последњи дан СССР (Београд, 2010), Крај Совјетског Савеза и Русија – ново руско окружење (Београд, 2011), Руски гас у Европи – од детанта до Јужног тока (Београд, 2011), Вера (Ваљево, 2011), Повратак савеза – двадесет година после (Београд, 2012), Балканизација Балкана (Београд, 2013), Нови крсташи на Балкану (Београд, 2015), Ера руског гаса – Гас и глобална безбедност (Београд, 2016), Путовање Јенисејом – путовање на Северни пол (Београд, 2016), Косовизација Европе (Београд, 2018), „Анђео“ над Србијом (Београд, 2018), Приче из Ђукића јаруге - Ђукићи уистини и у предању (Београд, 2018).
Срећко Ђукић је коаутор више заједничких књига, монографија, зборника, између осталих: Енергетски односи Југославије са СССР (коаутор, Привредни преглед, Београд, 1985), Југославија – СЕВ (ИМПП, монографија, Београд, 1987), Балканско раскршће (зборник, е-књига, Универзитет Бања Лука, 2013), Изазови спољне политика Србије (ЕПуС, зборник, Београд 2015), Миграционные тенденциии и борба против ксенофобии и неофашизма (Фонд "Славяни", зборник, Софија, 2016), Глобализација и глокализација (Социолошко друштво Србије, зборник, Косовска Митровица, 2017), Србија и свет у 2017. (ИМПП, зборник, Београд, 2018), Енергетска дипломатија Републике Србије у савременим међународним односима (ИМПП, зборник, Београд, 2019).
Написао више стотина чланака, коментара, интервјуа, публиковао у многим домаћим и страним часописима (Директор, Пословна политика, Економска политика, Југословенски преглед, НИН, Међународна политика, СЭВ, Международня жизнь, Аргументи), новинама (Политика, Блиц, Вечерње новости, 24 часа, Дума, Континент, Пари, Република, Белорусь севодня, Народная воля), агенцијама, на радију, ТВ, порталима у земљи и иностранству.
У професији је прешао пут од млађег економског аналитичара и планера, саветника и секретара у југословенској влади, до дипломатских дужности у земљи и иностранству. Каријеру је започео у Савезном заводу за друштвено планирање, наставио у Савезном извршном већу (СИВ, влада СФРЈ), као саветник члана СИВ-а за економска и политичка питања и секретар Комисије СИВ-а за координацију сарадње између СФРЈ и СЕВ-а. Учествовао је у најважнијим преговорима између СФРЈ и СЕВ-а, на заседањима највиших и других органа СЕВ-а.
Као дипломата је радио у југословенским мисијама и амбасадама у Москви (у Совјетском Савезу и Русији), Софији (Бугарска), Минску (Белорусија). После агресије НАТО-а радио је на Косову и Метохији. У Министарству спољних послова био је координатор за регионалну сарадњу, помоћник начелника за СССР и Источну Европу, директор Аналитичке дирекције у Служби за истраживање и документацију, директор Дирекције за Русију и Евроазију.
Био је гостујући професор на Универзитету у Бања Луци и на Федералном универзитету у Краснојарску (Русија), професор на Факултету за дипломатију и безбедност Универзитета Унион у Београду, предавач на Факултету политичких наука у Београду, предавач на Школи за спољну трговину Привредне коморе Србије, предавач на Отвореној школи у Београду.
Члан је Форума за међународне односе Европског покрета у Србији.
Срећко Ђукић је од 2004. до 2011. године изванредни и опуномоћени амбасадор Републике Србије у Белорусији.
Ожењен је, има ћерку, сина и три унука.

## Дела
Објавио је књиге:
- Економска сарадња СФРЈ и СЕВ (Београд, 1984),
- Енергетски односи Југославије са СССР (коаутор, Београд, 1985),
- Југославија – СЕВ (монографија, Београд, 1987),
- О незабиваемом – Раздумя (Минск, 2006),
- Сибир – земља изазова – путописне и друге приче са Јенисеја (Нови Сад, 2007),
- Лукови Срећка Ђукића - разговор водио Милош Јевтић (Београд, 2008)[5],
- Постсовјетско пространство – процеси глобализације (Нови Сад, 2009),
- Време енергије – више од дипломатије (Београд, 2009)[6],
- Тајне Беловежке пушће – Вискули – последњи дан СССР (Београд, 2010)[2],
- Крај Совјетског Савеза и Русија – ново руско окружење (Београд, 2011)[7],
- Руски гас у Европи – од детанта до Јужног потока (Београд, 2011)[8]
- Вера (Ваљево, 2011),
- Повратак савеза – двадесет година после (Београд, 2012)[9]
- Балканизација Балкана (Службени гласник, Београд, 2013)